# Sept Saints de l'Église bulgare

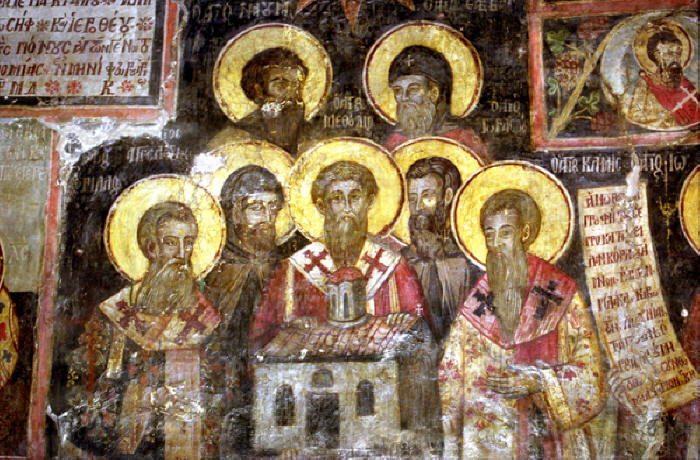
Les Sept Saints, peinture murale de 1744, monastère d'Ardenitsa (Albanie actuelle), Kutmichevitsa.

Les Sept Saints de l'Église bulgare, ou les Sept Apôtres de l'Empire bulgare, est un nom collectif pour désigner les sept saints honorés par l'Église orthodoxe bulgare et l'Église orthodoxe macédonienne en tant que propagateurs de la liturgie orthodoxe en langue slave écrite dans les alphabets glagolitique et cyrillique.

## Les Sept Saints
Les sept saints sont les frères Cyrille et Méthode, qui ont créé l'alphabet glagolitique, et cinq de leurs disciples : Clément d'Ohrid, Naum d'Ohrid, Gorazd de Bulgarie, Sava Sedmotchislenik et Angelar d'Ohrid.
Bien qu'il soit généralement considéré comme étant également un disciple de Méthode, la tradition n'a pas retenu Constantin de Preslav parmi ces sept saints, car il n'a pas été canonisé.

## Contexte politique et religieux

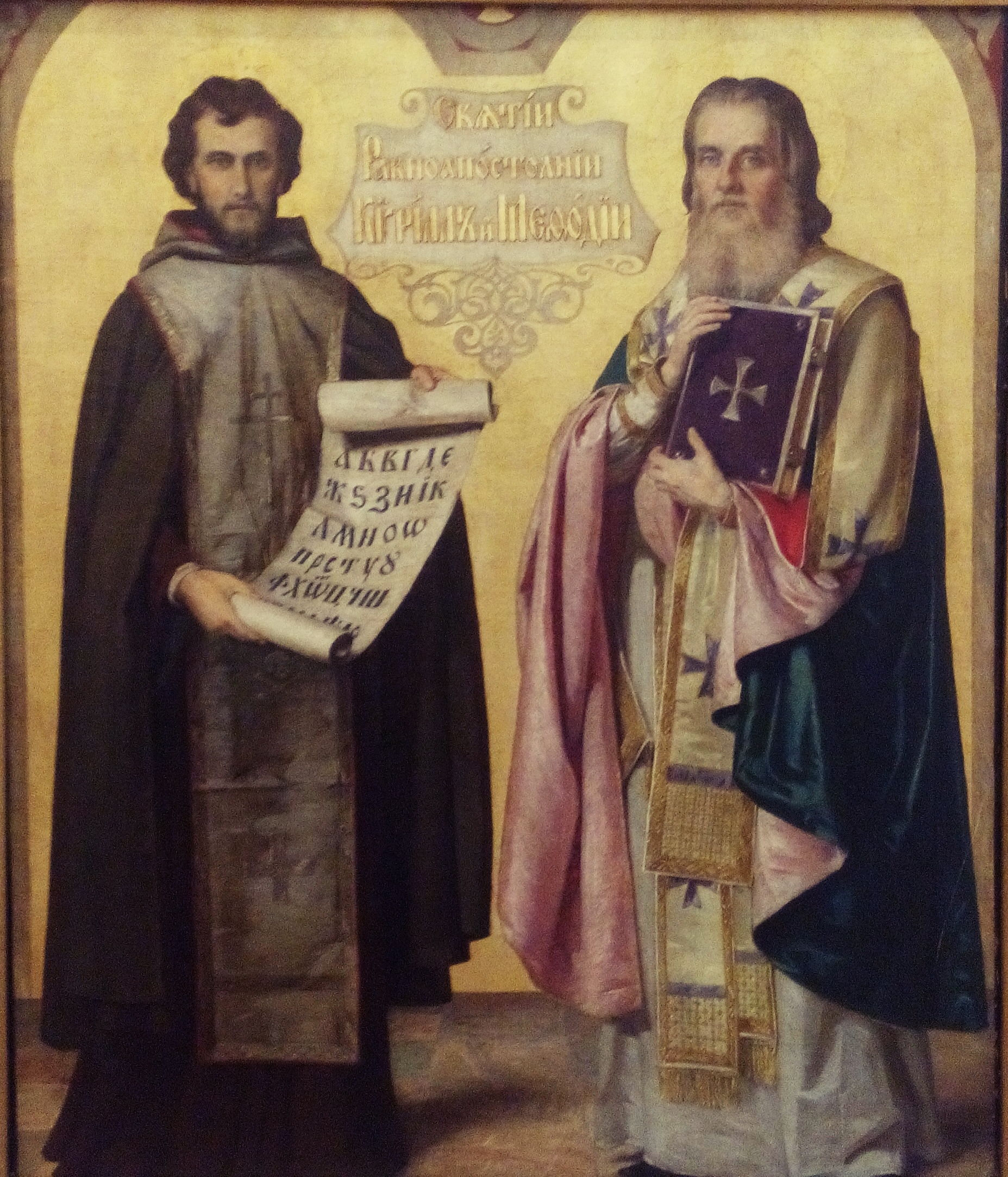
Peinture de Cyrille et Méthode.

Au IXe siècle les Slaves sont présents dans une grande partie de l’Europe centrale et orientale. Leur territoire est délimité au sud, par l’Empire byzantin et, à l’ouest, par l’Empire carolingien. Dans la partie sud des régions slaves, deux États se développent : la Bulgarie et la Grande-Moravie.
Les Bulgares s'étaient installés dans le sud des Balkans au VIIe siècle et avaient adopté la langue des Slaves. Le khan Boris, fondateur du Premier Empire bulgare, se convertit au christianisme oriental et tente de fonder une Église autonome bulgare distincte de l'Église de Constantinople. Les Slaves de Grande-Moravie sont christianisés par des missionnaires germaniques, mais leur roi Rastislav  recherche des missionnaires de langue slave pour limiter l'influence germanique. Il s'adresse alors au patriarche de Constantinople qui leur envoie les frères Constantin et Méthode, deux officiers de l'armée byzantine, devenus hauts fonctionnaires et qui connaissaient la langue slave. Les deux frères entrent en religion, Méthode en 856 et Constantin un peu plus tard sous le nom de Cyrille. 

## Actions des Sept Saints en Grande-Moravie puis en Bulgarie
Constantin et Méthode commencent leur mission en Grande-Moravie en 863. Ils y rédigent une liturgie en langue slave écrite avec l'alphabet glagolitique qu'ils avaient inventé auparavant à partir de l'alphabet grec.
Ils rencontrent l'hostilité du clergé germanique qui considère que l'hébreu, le latin et le grec sont les seules langues liturgiques légitimes. En 867, Constantin et Méthode se rendent à Rome accompagnés de Clément d'Ohrid et obtiennent du pape Adrien II la reconnaissance de la liturgie slave. 
Constantin meurt à Rome en 869 et Méthode meurt en 885 en Grande-Moravie. Clément d'Ohrid, ainsi que d'autres élèves des deux frères (Gorazd de Bulgarie, Nahum d'Ohrid, Sava Sedmotchislenik et Angelar) continuent l'œuvre de Cyrille et Méthode. 
Peu après la mort de Méthode, le pape Étienne V rejette la liturgie en langue slave. L'évêque germanique Wiching, opposant à la liturgie diffusée par Méthode, dénonce les disciples des deux frères en les accusant de conjuration et force Svatopluk, le successeur de Rastislav, à les expulser de Grande-Moravie,. Le tsar Boris Ier, qui vient de se convertir au christianisme orthodoxe, conscient de l'intérêt de l'alphabet glagolitique, les accueille en Bulgarie en 886 et les charge d'y propager cette nouvelle liturgie,. Les disciples s'installent à Preslav et y rédigent et traduisent de nombreux textes religieux grecs. Ils diffusent ainsi l'œuvre de Méthode et permettent de diffuser sa liturgie et l'alphabet cyrillique dans les pays slaves, d'abord en Bulgarie, puis chez les Serbes (slavon bulgaro-valaque) et les Russes (slavon russe).

## Célébration des Sept Saints

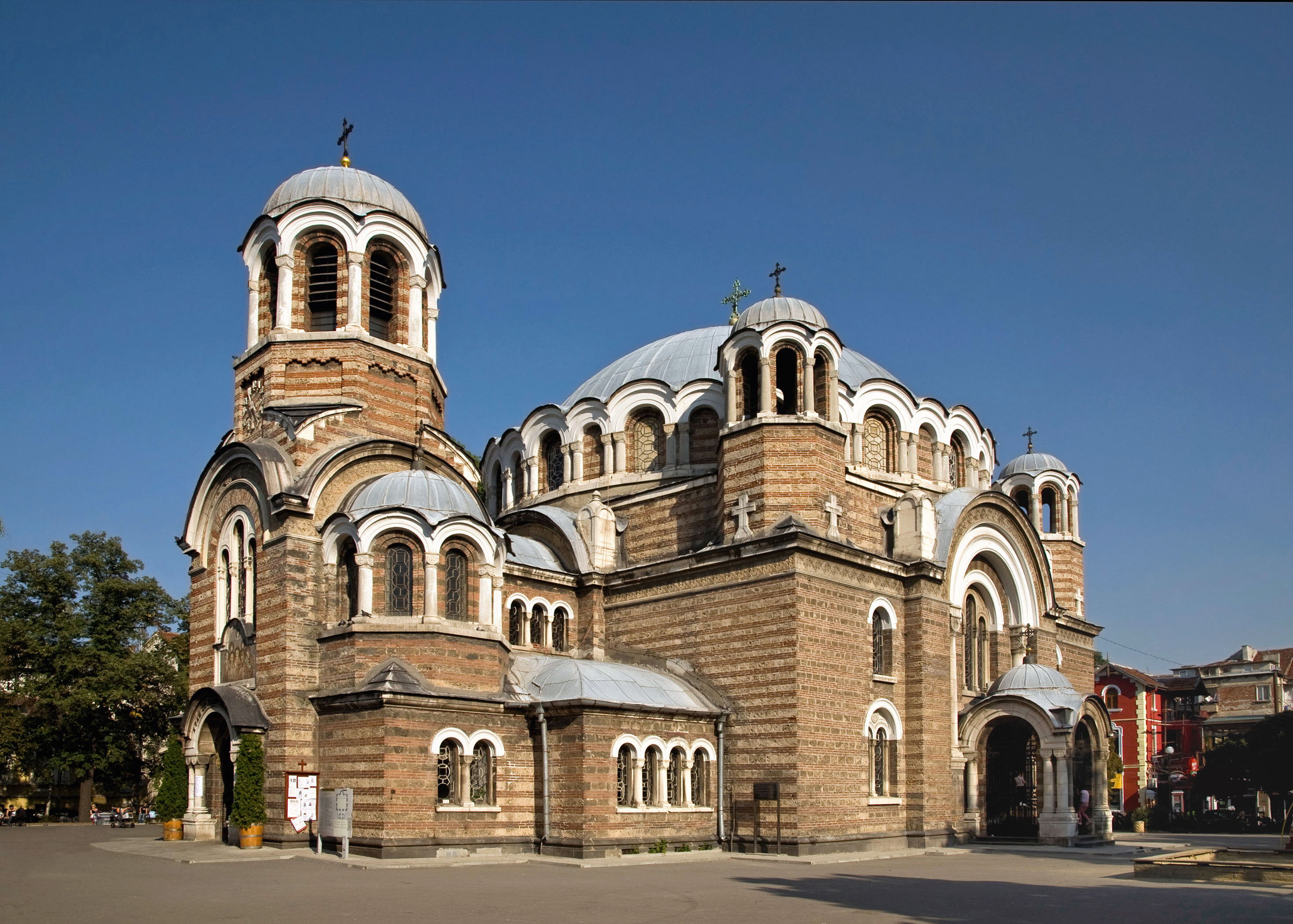
L'église des Sept-Saints à Sofia.

L'Église orthodoxe bulgare a retenu la date du 27 juillet pour célébrer les Sept Saints, jour de la dormition de saint Clément d'Ohrid.
Les Sept Saints sont vénérés dans l'église des Sept-Saints à Sofia (en bulgare : Свети Седмочисленици), une église orthodoxe bulgare construite entre 1901 et 1902 par transformation d'une ancienne mosquée (connue sous le nom de « Mosquée noire ») commandée par Soliman le Magnifique en 1528 lors de l'occupation ottomane,.